# Jati

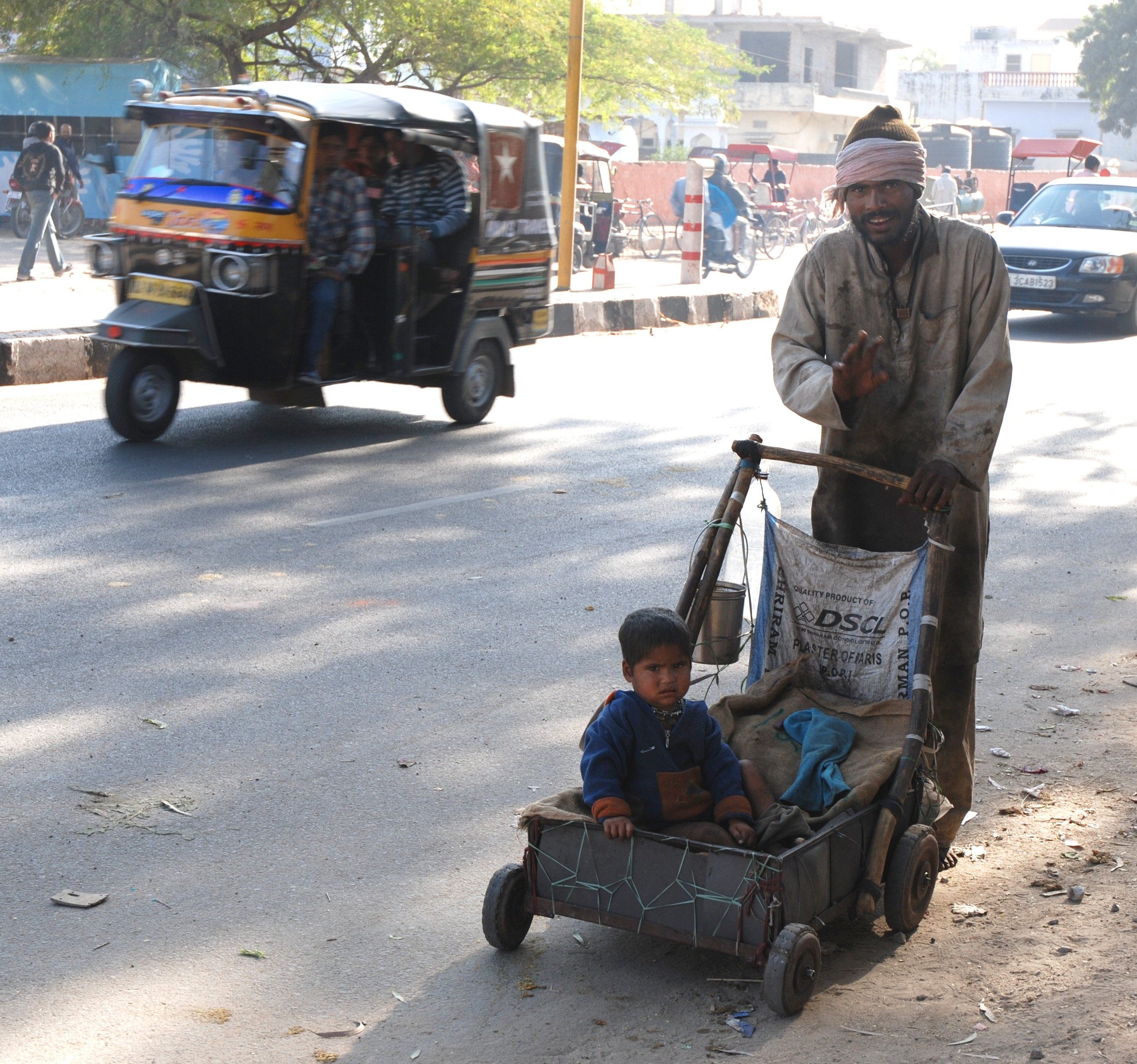
Mendigos en Jaipur, India

Se denomina jati (en Devanagari: जाति, Bengalí: জাতি, Télugu:జాతి, Kannada:ಜಾತಿ, Malayalam: ജാതി, Tamil:ஜாதி, literalmente "nacimiento") a un grupo de clanes, tribus, comunidades y subcomunidades, y religiones en la India. Por lo general cada jati se encuentra asociado con una labor tradicional o tribu. Las creencias religiosas (Sri Vaishnavismo o Veera Shaivismo) o agrupaciones lingüísticas pueden definir algunos jatis. Entre los musulmanes, la categoría equivalente es Qom o Biradri.
El apellido de una persona por lo general indica su asociación con una determinada comunidad (jati): por ejemplo Gandhi = vendedor de perfumes, Dhobi = lavador, Srivastava = escribiente militar, etc. En la India es posible que en una misma zona coexistan 500 jatis o más, si bien la composición exacta será diferente en cada distrito.

## Significado
Producto de investigaciones en la zona rural de Maharashtra, el profesor Madhav Gadgil (1983), ha descripto a los jatis como comunidades cerradas : 

Aun hoy la sociedad india es una aglomeración de numerosas castas, tribus y comunidades religiosas. Los grupos tribales y de casta son poblaciones reproducticamente endógamas y aisladas tradicionalmente distribuidas sobre un sector geográfico limitado. En cambio las diferentes poblaciones de castas, a diferencia de las tribus, poseen una distribución geográfica extensa y miembros de diversas castas por lo general conforman la compleja sociedad de las villas. ;)
 
En esta sociedad de las villas, cada casta, tradicionalmente autorregida por un consejo de la casta, solía tener una existencia relativamente autónoma. Cada casta solía practicar un oficio o labor pasada de padres a hijos; esto era especialmente el caso de las castas de artesanos y servicios y de las castas de pastores y nómades. Las diversas castas se encontraban interrelacionadas a través de los diversos servicios y productos que brindaban (Ghurye 1961, Karve 1961).
   
Estos grupos de castas han mantenido su identidad aun luego de convertirse al Islam o al Cristianismo. Cada uno de estos grupos de castas fue por lo tanto la unidad dentro de la cual se desarrolló la cultura y hasta es posible su sello genético, por lo menos durante los últimos 1500 años cuando el sistema se cristalizó y hasta es probable que por un tiempo aún más prolongado. Durante este periodo las diversas castas desarrollaron diferencias notables en sus características culturales tales como sus habilidades, hábitos alimenticios, vestimenta, idioma, aspectos religiosos y ciertas características genéticas.

En el sistema jati, una persona que nace en un determinado jati encuentra determinado su rol en la sociedad y se encuentra sujeta a la endogamia, o sea únicamente podrá contraer matrimonio con otra persona de su mismo jati. El jati provee identidad, seguridad y estatus e históricamente ha estado abierto al cambio para adaptarse a las influencias económicas, sociales y políticas imperantes. A lo largo de la historia de India, diversos factores económicos, políticos y sociales han conducido a una continua transformación y desarrollo de los rangos sociales preponderantes los cuales han tendido a convertirse en un sistema tradicional, hereditario de estructuración social.